# Sweet Honey Bee
Sweet Honey Bee е джаз албум на американския джаз пианист и композитор Дюк Пиърсън. Излиза на пазара чрез Блу Ноут през 1967 г. Жената на корицата е годеницата на музиканта, носеща името Бети.

## Оценка
В ревюто си в Олмюзик за албума, Скот Яноу присъжда четири точки и заявява: "Пианистът композитор Дюк Пиърсън превежда един звезден състав през насъбрани седем негови произведения. Музикантите (тромпетиста Фреди Хъбърд, алто саксофониста Джеймс Сполдинг, тенор сексофониста Джоу Хендерсън, контрабасиста Рон Картър, барабаниста Мики Роукър и пианистът-лидер) оставят по-големи впечатления от повечето композиции, макар суингиращото минорно Big Bertha да заслужава да стане стандарт." Ръководството на издателство Пенгуин казва: "Характерните черти са тучните вокални мелодии на 'Sudel' и 'Gaslight', като първата е записана от Пиърсън няколко години преди това с друга група. Хъбърд и Хендерсън са безмилостни към соловите възможности, без да прекъсват историческата визия на Пиърсън за освободено чувство, и макар не всичкият материал да достига този стандарт, като показване на пианиста като автор на композиции и групов лидер, това е най-доброто налично в сегашния момент [2004]."